# Sydney Tafler
Sydney Tafler est un acteur britannique, né le 31 juillet 1916 à Londres, et mort le 8 novembre 1979 dans la même ville. 

## Filmographie partielle
- 1947 : Il pleut toujours le dimanche (It Always Rains on Sunday)  de Robert Hamer
- 1948 : Conditions difficiles (Uneasy Terms) de Vernon Sewell
- 1949 : Passeport pour Pimlico (Passport to Pimlico) de Henry Cornelius
- 1950 : Le Démon de la danse (Dance Hall) de Charles Crichton
- 1951 : Hôtel Sahara de Ken Annakin
- 1956 : Je plaide non coupable d'Edmond T. Gréville
- 1956 : Vainqueur du ciel (Reach for the Sky) de Lewis Gilbert
- 1957 : Police internationale (Interpol) de John Gilling
- 1958 : Agent secret S.Z. (Carve Her Name with Pride) de Lewis Gilbert
- 1959 : Ni fleurs ni couronnes (Too Many Crooks) de Mario Zampi
- 1965 : Promise Her Anything d'Arthur Hiller
- 1966 : Alfie le dragueur (Alfie) de Lewis Gilbert
- 1966 : The Sandwich Man de Robert Hartford-Davis
- 1968 : L'Anniversaire (The Birthday Party) de William Friedkin
- 1968 : Le Cercle de sang (Berserk !) de Jim O'Connolly
- 1977 : L'Espion qui m'aimait (The Spy Who Loved Me) de Lewis Gilbert